# 狼尾草

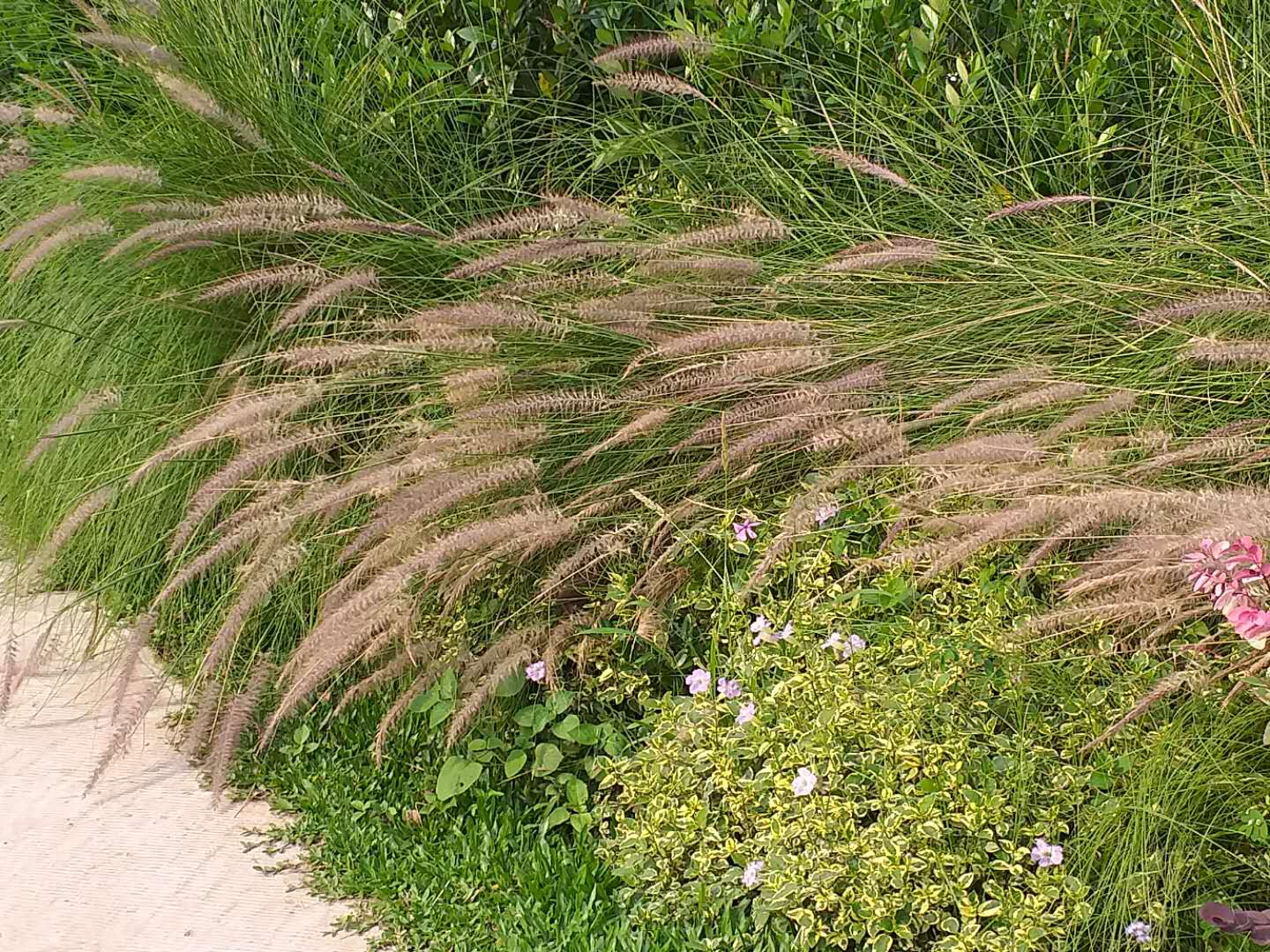
狼尾草

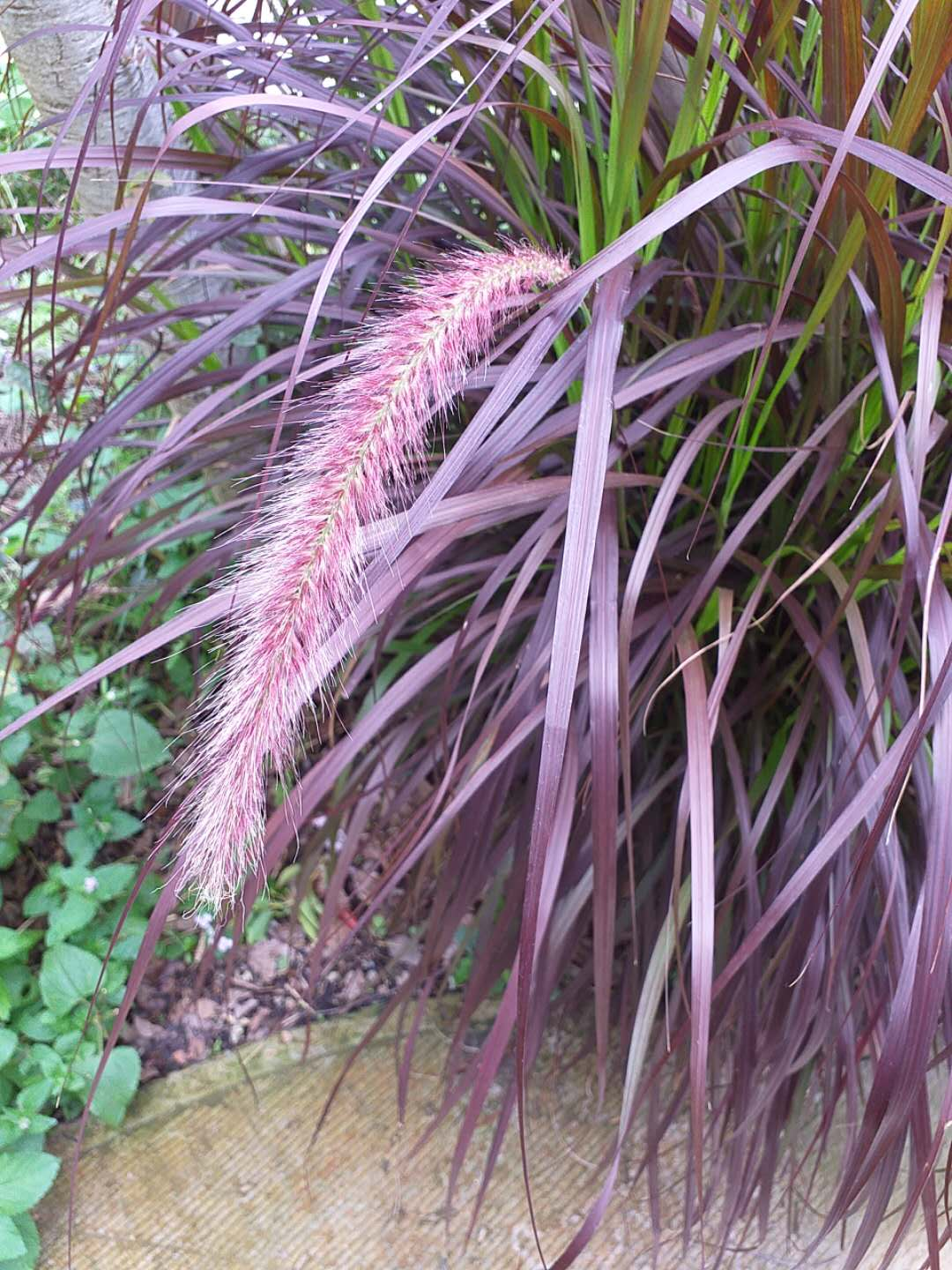
紫色狼尾草

狼尾草（学名：Pennisetum alopecuroides），也称䓞草、狗尾巴草（浙江），芮草（江蘇），老鼠狼，狗仔尾（廣東），狼茅、狗尾草、狗子草、黑狗尾草，是一种多年生禾本科植物。

## 型態描述
多年生草本，稈高 30~100 公分，扁壓狀，粗壯，叢生。外形及形型態與芒草十分相似，但生長環境不同。葉片長 30~60 公分，寬 0.5~0.8 公分，革質，常內捲，略代粉白色；葉鞘無毛，邊緣被纖毛；葉舌長約 0.05 公分，被一圈短毛。花序為圓錐花序，長 10~15 公分，穗狀，圓筒形，序軸被毛；不孕分枝形成櫬托小穗之剛毛，剛毛與小穗一起脫落；穗柄長 0.2~0.3 公分，小穗長約 0.7 公分，披針形或闊披針形，銳尖；穎略呈硬質；外穎細小；內穎為小穗的 1/2 長，狹長橢圓形，銳尖；下位外稃與上位外稃等長，銳尖，闊披針形；上位外稃半透明。花期 9~10 月。有灰白及紫紅等顏色。

## 分佈
这种植物原生地廣泛見於亚洲包含中國、緬甸、日本、台灣、馬來西亞、大洋洲島群及澳洲，在中國广泛分布于南北各省区。
秋天會落葉。

## 用途
狼尾草（Pennisetum purpureum Schumach）原產自南非，是國內主要芻料作物之一。臺灣的狼尾草種原是 1961 年自菲律賓引進，經過畜產試驗所多年育種與栽培研究，陸續選育出各具特色的品種。狼尾草具有扦插繁殖、再生能力強、產量高，且栽培過程少有病蟲害發生的特性，可新鮮給飼或調製成青貯料餵飼動物。除此之外，也能做為食材、田間敷蓋物、造紙材料或生質酒精原料。畜牧業對芻料需求大，但國產芻料自給率低，102 年仍需進口 225,293 公噸飼料用植物產品。而當原物料與進口乾草價格愈高，酪農所受成本壓力愈大時，改用國產芻料為降低生產成本與提高收益的方法之一。100 年休耕農地期作面積達 20 萬公頃，其中兩期作連續休耕農地面積達 5 萬公頃，爰農委會 102 年推動之「調整耕作制度活化農地計畫」，已將狼尾草等牧草列入契作替代推廣作物，可增加農地利用並提高國產芻料自給率。

## 異名

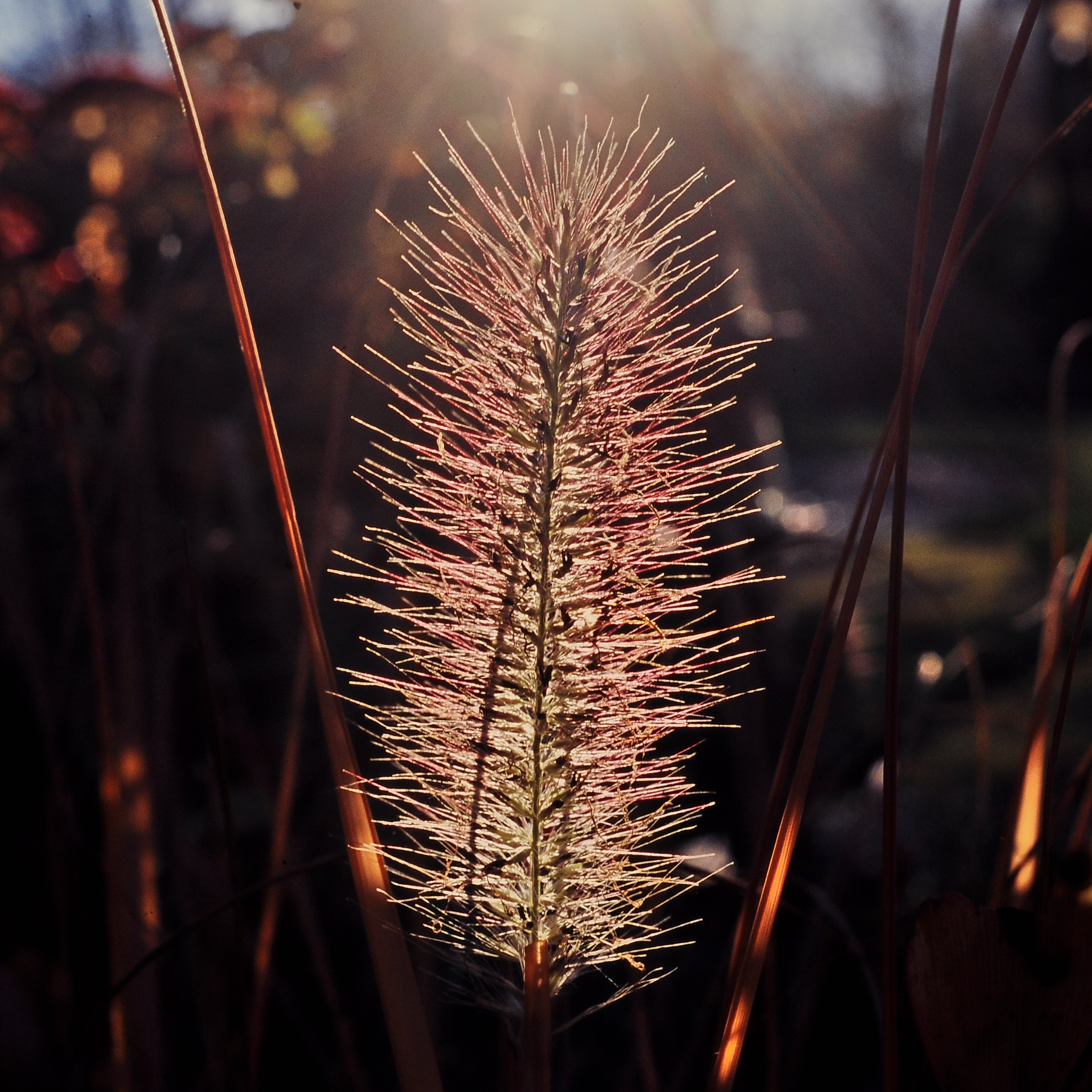
Pennisetum alopecuroides

- Alopecurus hordeiformis L.
- Panicum alopecuroides L. (basionym)
- Pennisetum compressum R. Br.
- Pennisetum hordeiforme (Thunb.) Spreng.
- Pennisetum japonicum Trin. ex Spreng.

## 外部連結
- 維基物種上的相關：狼尾草
- GrassBase entry （页面存档备份，存于）